# Bryngökbi
Bryngökbi (Nomada opaca) är en biart som beskrevs av Johann Dietrich Alfken 1913. Den ingår i släktet gökbin och familjen långtungebin. Inga underarter finns listade.

## Beskrivning
Ett avlångt bi med svart grundfärg och brunröda markeringar på huvud och mellankropp, samt en bakkropp som är svart med tvärband i brunrött och med sidofläckar i gult, som ibland kan falla ihop till tvärband även de. Kroppen har en längd av 7 till 9, i undantagsfall 10 mm.

## Ekologi
Bryngökbiet bygger inga egna bon, utan larven lever som boparasit hos brynsandbi där den dödar ägget eller larven och lever på det insamlade matförrådet. Arten håller till i liknande habitat som värdarten, skogsbygder och äldre jordbrukslandskap där den vanligen förekommer i torra, örtrika ängar och backar, örtrika kalhyggen, vägrenar, och brunnen skog. Arten har påträffats på måror, maskros och blåbär, men kan besöka fler växter. På kontinenten varar flygtiden från maj till juni, ibland till början av juli. I norra delen av utbredningsområdet flyger den vanligtvis endast i juni.

## Utbredning
Utbredningsområdet omfattar Central- och Nordeuropa upp till 61°N. Västerut går den till Frankrike, söderut till norra Italien. I Sverige finns den från Skåne till Västmanland och norra Uppland. Området är osammanhängande, den saknas i Västergötland, Bohuslän, Öland, Gotland, Dalsland och Värmland. I Finland finns arten i sydöstra delarna av landet (med undantag för Åland) med de nordligaste fynden i Norra Savolax (2019) och Norra Österbotten (okänt år). I Norge har den bara påträffats två gånger, i Eidskog och Flå, och i Danmark har den senast påträffats 1934.

## Status
Arten är sällsynt i större delen av sitt utbredningsområde, i Sverige är den rödlistad som nära hotad ("NT"). Främsta orsakerna är det moderna skogsbruket med minskade tillgång på extensivt brukade betesmarker och blomsterrika, öppnare ytor. I Finland klassificerar Finlands Artdatacenter också den som nära hotad sedan 2019, efter att tidigare betraktat den som livskraftig.